# Apeiba petoumo

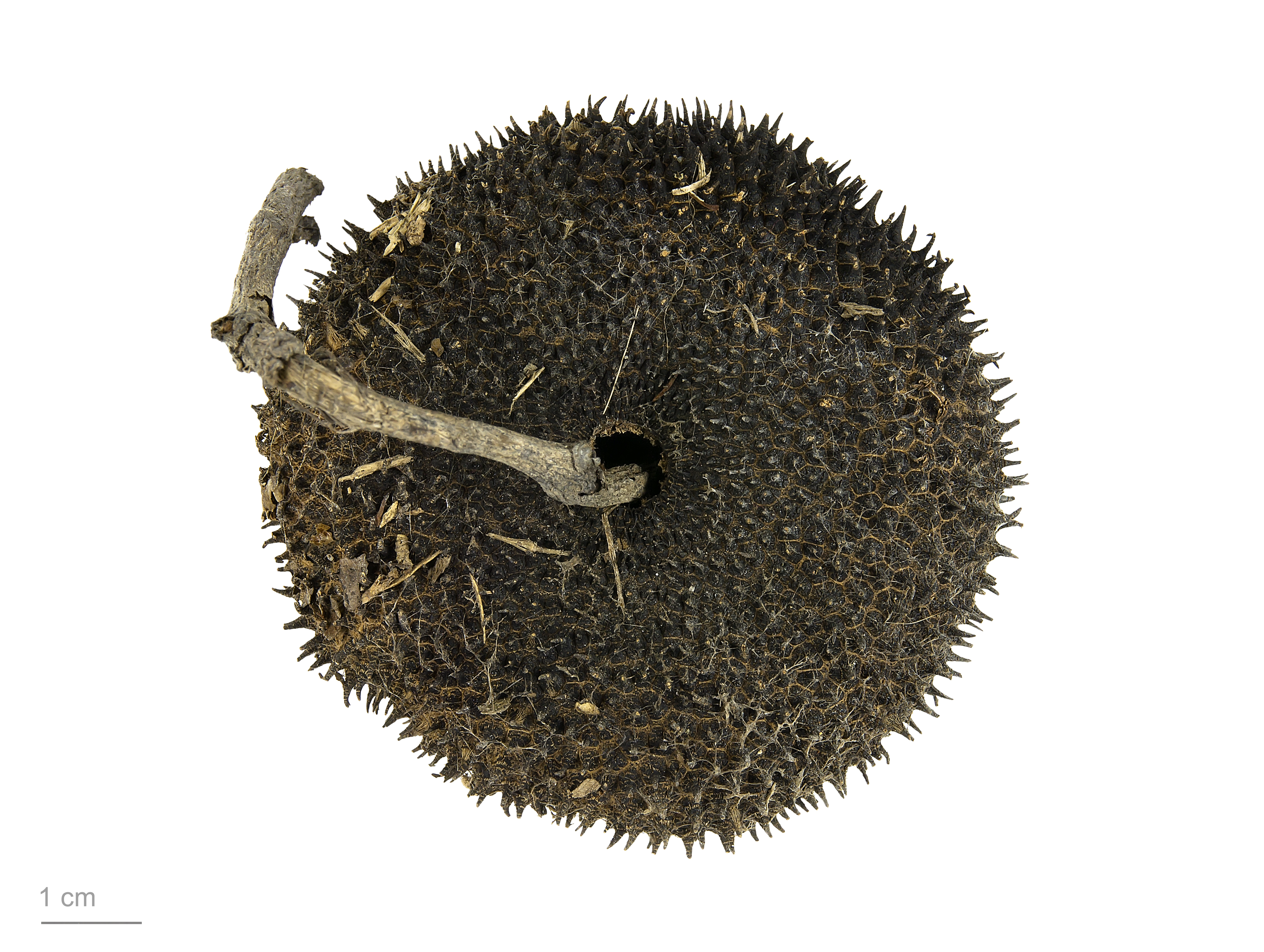
Apeiba petoumo

Apeiba petoumo är en malvaväxtart som beskrevs av Jean Baptiste Christophe Fusée Aublet. Apeiba petoumo ingår i släktet Apeiba och familjen malvaväxter. Inga underarter finns listade i Catalogue of Life.